# Kaštel Lukšić
Kaštel Lukšić jedan je od sedam Kaštela koji čine grad Kaštela. Naselje je smješteno uz obalu Kaštelanskog zaljeva, između Kaštel Starog i Kaštel Kambelovca.
Pri popisu 2021. godine Kaštel Lukšić imao je 5221 stanovnika. U centru naselja nalazi se kaštel Vitturi u kojem je sjedište Muzeja grada Kaštela.

## Povijest
Porastom opasnosti od osmanskih osvajača koncem 15. stoljeća, zemljoposjednici su podizali na obali Kaštelanskog zaljeva ili u moru utvrde i utvrđena naselja radi zaštite svojih težaka. Današnje mjesto Kaštel Lukšić imalo je tri takva kaštela.
Koncem 15. stoljeća obitelj Rosani podigla je na hridima svoj kaštel s pripadajućim utvrđenim naseljem - Kaštel Rušinac.
Na prijelazu u 16. stoljeće podignut je kaštel Vitturi djelimice na hridi obale a dijelom u moru, a oko njega oblikovalo se je naselje utvrđeno obrambenim zidovima nazvano Castel Vitturi ili Kaštel Lukšić. Vitturiji su u kaštelu živjeli sve do 1943. godine. Uz istočni zid kaštela Vitturiji su sagradili svoje gospodarske zgrade. Sjeverno od kaštela Vitturi iz 16. stoljeća je trg Brce. Nazvan je po brvnu (brvnce) koji je služio kao most kojim se preko jarka ulazilo u kaštel. Trg je bio mjestom odvijanja vjerskih i svjetovnih svečanosti, a Mletačka Republika je na njemu postavila štandarac za zastavu. Oko Brca su sagrađene najstarije javne građevine u naselju. Trg je nekad bio veći i na njemu je bio bunar vode, koji je danas nalazi unutar poslije podignute kuće Kovačev. Brce sa zapada i juga omeđivali su obrambeni zidovi naselja s kulom i zapadnim vratima naselja. Obrambeni sustav oko kaštela Vitturija činio je jarak širine 10 metara s mostom iz 16. st. (sjeverni dio) i onim iz 17 st. (južni dio); pronađeni su 2001. i djelomice rekonstruirani.
Između tih dvaju kaštela, Rušinca i Vitturija, no sjeverno od puta koji je išao uz obalu, podignut je početkom 17. stoljeća kaštel Tartaglia.
Prestankom opasnosti od osmanskih upada postupno se nasipa obala početkom 18. stoljeća. Tako je zapadno od kaštela Vitturija nastao nasipanjem plićaka dio naselja zvan Mala mora.
Uz južni zid i kulu (na Brcu) vjerojatno u 18. stoljeću sagrađena je bratska kuća. Istočno od obiteljskog kaštela Radoš Vitturi je u 18. stoljeću formirao vrt koji je prerastao u perivoj Vitturi, današnji spomenik parkovne baštine. Pred tim se je parkom postupno oblikovao Porat tj. mala luka.
Težaci su koncem 18. stoljeća sagradili novu župnu crkvu Uznesenja Blažene Djevice Marije na zemljištu Vitturija zapadno od utvrđenog naselja. Istočno od kaštela Vitturi sagrađena je lučica zvana Porat i Mandrač sredinom 19. stoljeća. Bila je zaštićena od juga. Koncem 19. stoljeća produžen je lukobran i mjesto dobiva javni sat u kući Karaman na istočnoj strani Brca. Lukobran Veli mul je produžen koncem 19. stoljeća da bi brodovi s većim gazom mogli pristajati uza nj. Prvo su to bili jedrenjaci i trabakuli, potom i parobrodi za putnički promet.
Početkom 20. stoljeća srušena su zapadna vrata kaštela Vitturija jer su smetala prometu. Dalje od Malih mora ka zapadu početkom 20. stoljeća doktor Hendrik Šoulavý kupio je kaštel Tartagliju i prenamijenio ga za turizam, Pansion Šuolavy koji je tako nastao najstariji je pansion u Kaštelima. Šoulavy je uz pansion napravio kupalište i park Šoulavy 1910. – 1912. godine.
Radi zaštite pristaništa sa zapada podignut je 1910-ih Mali mul, namijenjen ponajviše za iskrcaj građevnog pijeska i živog vapna. Istočnije od perivoja Vitturija je plaža i uvala Glavica u čijem se zaobalnom dijelu tijekom 20. stoljeća podižu obiteljske kuće. Obalni prostor između Glavice na zapadu i potoka Sibovice (Šibarice) na istoku od davnine se naziva Plaža Puntica. Na njemu je izgrađeno odmaralište splitske pošte pa je područje dobilo naziv Poštanski.
Uz obrambeni zid naselja 1934. godine posađene su palme. 1943. godine Vitturiji odlaze iz svog kaštela. Poslije rata kaštel Vitturi prenamijenjen je iz stambene u obrazovnu te su ondje bile razne školske ustanove. Gospodarske zgrade Vitturija uz kaštel Vitturi srušene su 1946. godine radi proširivanja puta prema "Portu", a prigodom preuređivanja kaštela za Poljoprivredni tehnikum.
1947. godine srušena je bratska kuća i zidine. Srebrene topole posađene su 1950. na mjestu bratske kuće. Dalje ka istoku od perivoja Vitturija je plaža Puntica s čije je sjeverne strane šezdesetih godina izgrađeno Poštansko odmaralište. 1961. godine posađeni su tamarisi uz samu rivu istočno od kaštela Vitturi, a između njih su postavljene klupe.
1964. godine nasut je dio na istočnom dijelu mandrača. Nasip je dobio ime Kačarela, a na njemu je poslije podignuta biljetarnica odnosno poslije turistički ured. 1964. godine perivoj Vitturi proglašen je spomenikom prirode i kulture.
Godine 1995. u zgradi poštanskog odmarališta smješten je Općinski sud. Godine 2001. obnovljen je kaštel Vitturi, a u njemu su smješteni Muzej grada Kaštela, Turistička zajednica grada Kaštela, Gradska knjižnica, Hrvatsko glazbeno društvo Biranj i Privredna banka Zagreb.:list 3.-6.

## Stanovništvo
| broj stanovnika | 867   | 1000  | 962   | 1074  | 1169  | 1164  | 1236  | 1218  | 1213  | 1331  | 1467  | 2242  | 3578  | 4193  | 4880  | 5425  | 5221  |
|                 | 1857. | 1869. | 1880. | 1890. | 1900. | 1910. | 1921. | 1931. | 1948. | 1953. | 1961. | 1971. | 1981. | 1991. | 2001. | 2011. | 2021. |

## Šport
- OK Mladost Kaštel Lukšić
- OK Kaštel Lukšić
- VK Kaštela Kaštel Lukšić
- VK Kaštela Kaštel Lukšić (žene)

Turnir na male branke 'Kaštel Lukšić' ("Prvenstvo svita na male branke") održava se od 1964.

## Poznate osobe
- Jordan Viculin, hrvatski glazbenik, dominikanac, pučki misionar i vjerski pisac
- Ivna Bućan, hrvatska biologinja, profesorica i ekološka aktivistkinja
- Marko Livaja, hrvatski nogometaš
- Slaviša Žungul, hrvatski nogometaš
- Ivan Pudar, hrvatski nogometni vratar
- Damir Rančić, hrvatski košarkaš
- Dražen Žanko, hrvatski kantautor, pjevač zabavne glazbe i tekstopisac
- Veljko Rogošić, hrvatski plivač, višestruki državni rekorder na 200 m delfin, 400 m i 1500 m slobodno, te svjetski prvak u maratonskom plivanju
- Ante Savin Manistra, narodni heroj iz Drugog svjetskog rata
- Olja Savičević Ivančević, hrvatska novelistica, pjesnikinja i scenaristica

## Znamenitosti
- Ljetnikovac Vitturi, zaštićeno kulturno dobro

## Vjera
- Crkva Gospe Lurdske

U Kaštel Lukšiću od 1692. godine djeluje Bratovština sv. Antuna Padovanskog.

## Ostale geografske značajke
Na istočnom dijelu uvale Glavice strše četiri hridi::list 5.
- Studenac
- Nožice
- Nož
- Britvulin
- podvodna hrid Ploča ispred tih hridi je južnije i vidi se za velikih oseka

### Članci
- Dragić, Marko. 2018. Štovanje sv. Antuna Padovanskoga u hrvatskoj crkveno-pučkoj baštini. Ethnologica Dalmatica. Etnografski muzej Split. Split. 25: 37–66